# Ernst Hantelmann
Ernst Hantelmann (* 9. Oktober 1806 in Wettmershagen; † 16. Dezember 1890 in Hannover) war ein deutscher Rechtsanwalt und liberaler Politiker sowie Oberbürgermeister von Emden.

## Leben
Ernst Hantelmann besuchte das Gymnasium in Ratzeburg und das Lyzeum in Hannover. Er studierte Rechtswissenschaft an der Georg-August-Universität Göttingen und war von 1828 bis 1852 als Rechtsanwalt in Hannover tätig. Danach war er kurzzeitig Bürgermeister von Gifhorn und von 1854 bis 1875 Bürgermeister von Emden.
Von 1848 bis 1850 und von 1865 bis 1866 gehörte er der Zweiten Kammer der Ständeversammlung des Königreichs Hannover an. Von 1867 bis 1869 war er für den Wahlkreis Hannover 1 (Emden, Norden, Weener) und die Nationalliberale Partei Mitglied des Reichstags des Norddeutschen Bundes. In dieser Eigenschaft gehörte er 1868 auch dem Zollparlament an. Hantelmann legte im Winter 1868/1869 vorzeitig sein Mandat nieder.